# Erysimum drenowskii
Erysimum drenowskii är en korsblommig växtart som beskrevs av Árpád von Degen. Erysimum drenowskii ingår i släktet kårlar, och familjen korsblommiga växter. Inga underarter finns listade i Catalogue of Life.